# Sân vận động Arechi
Sân vận động Arechi là một sân vận động đa năng ở Salerno, Ý. Nó hiện được sử dụng chủ yếu cho các trận đấu bóng đá và là sân nhà của Salernitana. Sân vận động có sức chứa 37.800 chỗ ngồi. Sân vận động được xây dựng để thay thế sân vận động Donato Vestuti không còn phù hợp để đón lượng khán giả ngày càng tăng của đội. Đội tuyển bóng đá quốc gia Ý đã thi đấu tại sân vận động này ba lần.